# Arthrolycosa
Arthrolycosa Harger, 1874 è un genere di ragni fossili della famiglia Arthrolycosidae. Visse nel Carbonifero e nel Permiano (320 – 290 milioni di anni fa).
Il nome deriva dal greco ᾶρθρον, àrthron, cioè articolazione, giuntura e λὺκος, lykos, cioè lupo, per la somiglianza, nelle zampe, ai Lycosidae o ragni-lupo.
Si tratta di un genere estinto di ragni primitivi con forti rassomiglianze con i Lycosidae, al suo apice circa 300-250 milioni di anni fa. Questo ragno estinto era di dimensioni notevoli, e il singolo carapace poteva raggiungere i 7 centimetri di lunghezza. 
Esemplari di questo genere sono stati ritrovati nella località di Mazon Creek, negli USA e nella regione russa dell'Oblast' di Kirov, anche se consistente nel ritrovamento del solo carapace di lunghezza pari alla larghezza. Possedeva un lobo cefalico e un carapace di forma subcircolare, con solchi che si irradiavano da una zona centrale. Le zampe erano particolarmente lunghe. Il tubercolo oculare possedeva otto occhi.